# Henri Goraïeb
Henri Goraïeb est un pianiste virtuose, concertiste et homme de radio libanais, né le 9 mai 1935 à Deir-el-Qamar au Liban et mort le 13 janvier 2021 au Liban. Il est l’une des grandes figures musicales du Liban.

## Biographie
Henri Goraieb naît le 9 mai 1935 à Deir-el-Qamar un village chrétien du Liban, de père Libanais et de mère française, Henri Goraieb possède cette double culture libano-française qui fait la particularité de certains artistes du Liban.
Il commence à pratiquer la musique à l'âge de six ans. À treize ans, il monte sur scène à Tripoli et interprète le concerto en la mineur op.16 d’Edvard Grieg.
Dans les années 1950, il part en France pour étudier le piano au Conservatoire national de musique de Paris où il obtient le diplôme. Il travaille ensuite avec la grande pédagogue Germaine Mounier, qui aura une influence bénéfique sur lui. Par la suite il entre dans le « giron » de la très célèbre Marguerite Long dont la force de caractère et l’intelligence musicale stimuleront le tempérament de concertiste du jeune Henri Goraieb. C’est aussi à cette époque qu’il rencontre le pianiste russe Oleg Ivanov, professeur au Conservatoire Tchaïkovski de Moscou, dont les conseils avises lui permettront d’allier sa profonde musicalité a la légendaire technique pianistique russe.

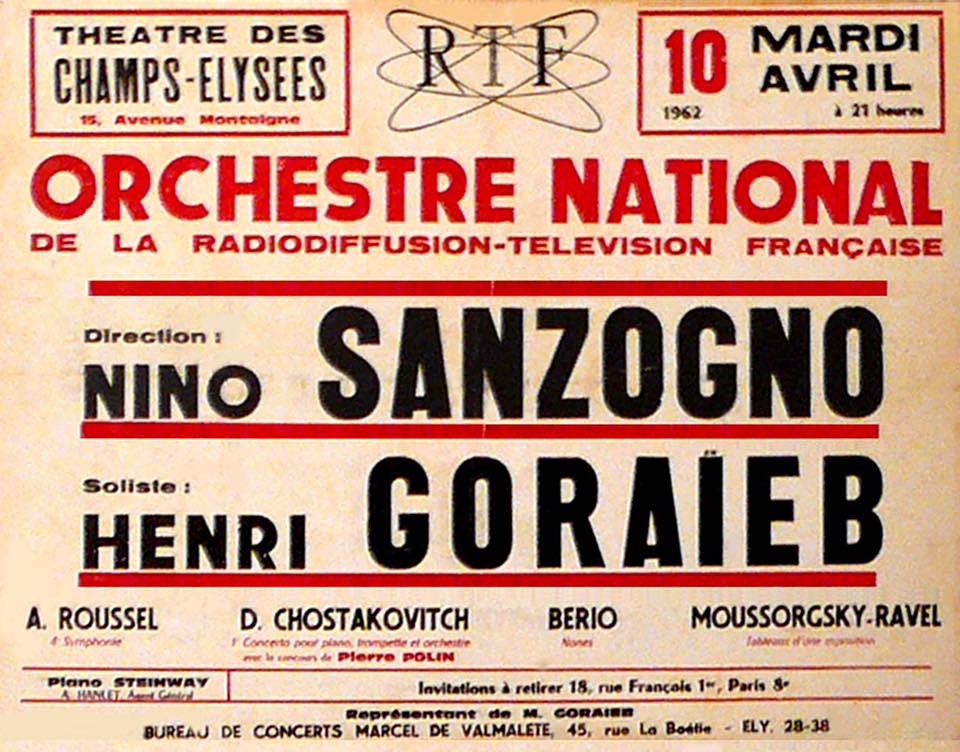
Affiche de concert avec l’orchestre de la RTF en 1962.

En 1957, au Festival de Baalbeck, en présence de Camille Chamoun, chef de l'État Libanais , Henri Goraieb joue le Concerto de Schumann, accompagné par l’Orchestre de l’Académie Santa Cecilia de Rome. À l’issue de ce concert, le grand chef d’Orchestre Charles Munch écrit ces quelques mots à Marguerite Long : « Chère, chère amie. Je viens d’entendre un jeune pianiste libanais qui a admirablement joue Schumann. Son nom est Goraïeb. Encore un qui joue si bien parce qu’il est un des vôtres. Avec toute ma profonde affection votre Charles ».
Après 1957, Il poursuit une carrière de concertiste dans toute l'Europe, de Rome à Moscou où il interprète plus de quatre vingt concertos avec les plus grands orchestres comme l’Orchestre philharmonique du Luxembourg, l'Orchestre de chambre Jean-François Paillard, l'Orchestre national de la radiodiffusion française, avec lequel il réalise de nombreux enregistrements, ou l'Orchestre symphonique de Bucarest , et les chefs les plus prestigieux, Louis de Froment, Pierre Monteux, Nino Sanzogno, etc.
Parallèlement, Henri Goraieb a donné de nombreux récitals dans les capitales et grandes villes européennes. Deux tournées en Russie ont été accueillies triomphalement. En Europe, en Inde et dans les pays du Moyen-Orient la presse a salué unanimement les performances de ce grand pianiste.
Henri Goraieb est le premier artiste Libanais à être invité en soliste au Théâtre des Champs-Élysées dans le cadre des Mardis de la RTF. Il enseigne au conservatoire de Bagnolet durant les années 1975 à 1982 .
Au début des années 1980, il anime, avec sa voix « teintée d’inimitables saveurs d’orient », une émission hebdomadaire sur France Musique, Les Archives lyriques, diffusée le dimanche soir, et consacrée aux voix rares et oubliées en « hommage à des générations d’artistes de l’école française de chant », ainsi que Premières loges, Voix souvenirs, Les voix de la nuit et D’une oreille à l’autre, qu’il produit pendant dix-huit ans.
Victime d’un accident vasculaire cérébral au début des années 2000, Henri Goraieb est atteint d’une hémiplégie du côté droit, mais se remet au piano en 2005.
Son ultime concert public au cours duquel il interpréte le concerto no 13 en ut majeur K.415 de Mozart, avec l’orchestre des Jeunesses musicales du Liban, a eu lieu le 11 novembre 2018 en l’église Saint-Joseph des pères jésuites à Beyrouth.
Henri Goraieb meurt à 85 ans, le 13 janvier 2021.